# Sada (Navarra)
Sada település Spanyolországban, Navarra autonóm közösségben. Sada Aibar, Cáseda, Gallipienzo-Galipentzu, Ezprogui és Leache-Leatxe községekkel határos. Lakosainak száma 128 fő (2024).

## Népesség
A település népessége az elmúlt években az alábbi módon változott:
| Lakosok száma | 235  | 216  | 211  | 185  | 195  | 172  | 155  | 133  | 136  | 128  |
|               | 2001 | 2004 | 2006 | 2009 | 2011 | 2014 | 2016 | 2019 | 2021 | 2024 |